# Dougie D
Dougie D — американський репер, учасник нині розпущеного гурту Guerilla Maab. Є братом Z-Ro, про що останній згадав у пісні «Forever One Deep»: Well I got a brother and cousin and I love dem niggas, but due to da situation at hand, fuck fuck them niggas! (двоюрідний брат Z-Ro — Trae). Разом з D-Black та Big Pup сформував тріо UGM.

## Дискографія

### Студійні альбоми
- 2004: Go Hard or Go Home
- 2004: G.M.S.
- 2007: On Dey Azz
- 2009: The Realest Guerilla of da Maab

### Міні-альбоми
- 2005: Realist Guerilla of da Maab — EP
- 2008: Hood Leak Vol. 1

### Компіляції
- 2007: Live from the Southside
- 2008: Live 4rm da Southside Pt. 2

### Спільні альбоми
- 2002: Year of the Underdawgs (разом з Trae)
- 2006: Aggravated Grindin 2 (разом з Showtyme)
- 2007: Breakin Bread (разом з Showtyme)
- 2007: Still Standin' (разом з Lil B з S.L.A.B.)
- 2007: Banned 28 — The Message (разом з Big Change)

### У складі Guerilla Maab
- 1999: Rise
- 2000: In the Mist of Guerillas
- 2002: Resurrected

### У складі UGM
- 2009: «Undaground Mercenaries» (мікстейп)